# Décret présidentiel 14168
Lire en ligne

Page sur le site de la Maison Blanche

Texte sur Wikisource

Le décret présidentiel 14168, intitulé Défendre les femmes contre l'extrémisme de l'idéologie du genre et rétablir la vérité biologique au sein du gouvernement fédéral (en anglais Defending Women from Gender Ideology Extremism and Restoring Biological Truth to the Federal Government) est un executive order publié par Donald Trump le 20 janvier 2025, le jour de son investiture en tant que président des États-Unis, ne reconnaissant officiellement le genre d'une personne que par celui assigné à la naissance.

## Description
Le décret comporte 7 sections :
- Section 1 : Objectif
- Section 2 : Politique et définitions
- Section 3 : Reconnaître que les femmes sont biologiquement différentes des hommes
- Section 4 : La vie privée dans les espaces intimes
- Section 5 : Protection des droits
- Section 6 : Texte du projet de loi
- Section 7 : Mise en œuvre et rapports des Agences

## Postulats idéologiques du décret
Le décret est décrit comme faisant partie d’un effort plus vaste visant à nier l’existence des personnes transgenres et à réduire leurs protections. Il attaque « l'idéologie du genre » — un terme utilisé par le mouvement anti-genre — et définit la femme comme une « femme humaine adulte », un terme popularisé par la militante britannique anti-trans Kellie-Jay Keen-Minshull. Le document promeut les arguments des mouvements anti-genre et critiques des évolutions des genres, y compris des idées telles que les « droits fondés sur le sexe », affirme qu'il existe un effort pour « éradiquer la réalité biologique du sexe » dans le langage et la politique et fait référence aux femmes transgenres comme étant des « hommes [qui] s'identifient comme des femmes ».

## Contexte

### Politique de Donald Trump
Le sujet transgenre était au cœur de la campagne de Donald Trump de 2024, ayant été la première dépense de spot publicitaire réalisée par l'équipe républicaine, cumulant 120 millions de dollars,,.
La victoire de Donald Trump en novembre inquiète la communauté LGBT et particulièrement celle transgenre, craignant un démantèlement progressif de leurs droits, entre autres l'accès au logement, le changement de genre à l'état civil, etc.,.
Dès le 22 décembre 2024, Trump annonce lors d'un rassemblement vouloir dès le premier jour de son mandat arrêter le « délire transgenre » en affirmant officiellement qu'il n'existait que deux genres tout en interdisant une transition pour les personnes mineures et la présence des personnes transgenres dans l'armée, dans les écoles et dans les compétitions féminines,.

### Situation des personnes trans
La Williams Institute (en) estime en 2022 qu'1,6 million de personnes sont transgenres aux États-Unis.

## Signature

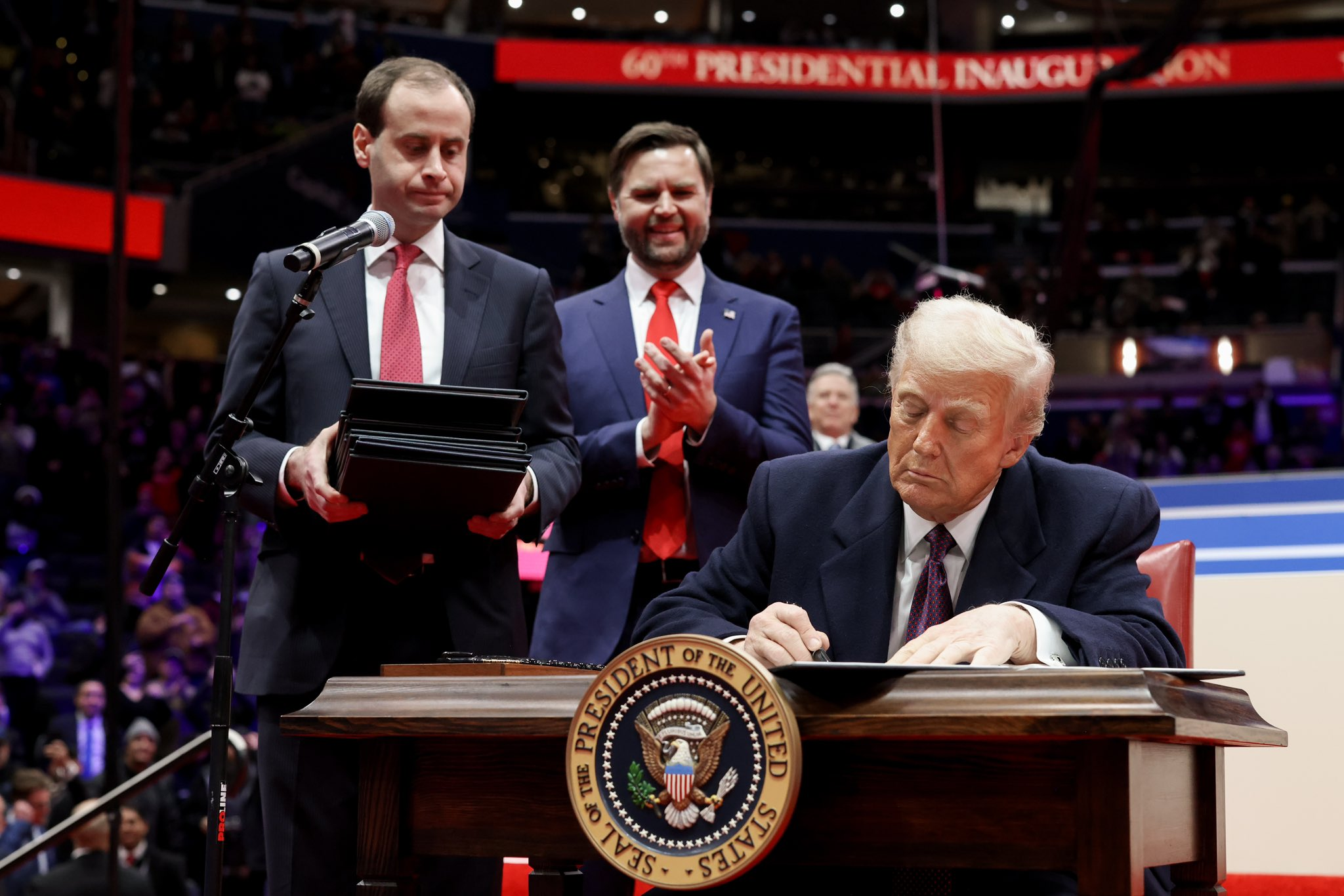
Trump signant des décrets exécutifs le jour de son investiture.

### Déroulement
Donald Trump signe ce décret le premier jour de son mandat le 20 janvier 2025, ainsi que plus de 25 autres décrets présidentiels.  Un responsable de l'administration Trump a déclaré que « c'est la première étape » et que d'autres restrictions sur les personnes trans suivront,.

### Réactions

#### Réactions favorables
Le décret est reçu positivement par des associations chrétiennes conservatrices, notamment l'American Family Association (en) et Alliance Defending Freedom (en) qui se réjouissent de ce « retour vers la vérité ».
L'association TERF Women’s Liberation Front (en) acclame cette « victoire majeure »,.

#### Réactions défavorables
Axios note que Donald Trump « a fait des attaques contre les personnes transgenres un élément central » de sa campagne électorale de 2024. L'Associated Press souligne que Donald Trump « a placé son opposition aux droits des personnes trans au cœur de son argumentaire final avant le jour du scrutin, en utilisant un langage insultant et des représentations erronées pour dépeindre une tranche extrêmement étroite de la population américaine comme une menace pour l'identité nationale ».
Kelley Robinson, présidente de la Human Rights Campaign, déclare que « les mesures exécutives attendues aujourd'hui visant la communauté LGBTQ+ ne servent à rien d'autre que nuire à nos familles et à nos communautés » et que « nous lutterons contre ces dispositions néfastes avec tout ce que nous avons ». Advocates for Trans Equality déclare qu'elle continuerait à protéger les droits nationaux des personnes transgenres. Asian Americans Advancing Justice exprime également son intention de « lutter contre la haine et la discrimination sous toutes ses formes » concernant l'ordonnance.
Les arguments avancés dans le décret présidentiel ont été décrites comme étant en contradiction avec les décisions de groupes d'experts, dont l'American Medical Association, qui considère que l'identité de genre est un spectre et non une « forme binaire immuable homme-femme »,.
Le magazine Têtu titre « Revenu à la présidence des États-Unis, Donald Trump a signé dès son investiture, ce lundi 20 janvier, pas moins de trois décrets anti-trans, dans le droit fil de sa campagne électorale ouvertement transphobe ».

## Conséquences

### Conséquences intérieures

#### Sites gouvernementaux
Quelques heures après la signature du décret, le gouvernement Trump supprime des sites gouvernementaux les passages concernant les personnes LGBT, notamment leurs droits et les traitements contre le VIH,. Cette purge s'accompagne par exemple de la suppression de mentions concernant les personnes trans sur le site des Centres pour le contrôle et la prévention des maladies (CDC), ainsi que de la suppression des statistiques centrées sur le VIH ou les personnes trans.
Le National Park Service supprime toute référence aux personnes transgenres de ses sites sur le Stonewall National Monument, les émeutes de Stonewall et plus généralement l'histoire LGBT. Des actions similaires sont entreprises par la NASA et le NCMEC.

#### Prisonniers transgenres
Des organisations affirment avoir reçu des témoignages affirmant que des femmes trans étaient en train de se faire transférer vers les prisons pour hommes, et qu'elles sont ou seront placées en isolement,, ce qui affecterait 2 000 prisonnières. Les juges ordonnent toujours néanmoins l'accès aux soins d'affirmation de genre pour les personnes transgenres. Les prisons cessent par ailleurs de dénombrer le nombre de prisonniers trans en conséquence du décret.
Des activistes affirment que le décret enfreint la Prison Rape Elimination Act (en) (PREA), une loi nécessitant l'allocation des prisonniers transgenres au cas par cas, et imposant aux prisons fédérales, étatiques et locales de mettre en place des politiques zéro tolérance contre les agressions sexuelles. Les militants affirment également que le décret enfreint l'Americans with Disabilities Act, et le cinquième et huitième amendements de la Constitution,.
Les juges Royce Lamberth (en) et George O'Toole Jr. (en) émettent chacun une ordonnance restrictive temporaire respectivement le 30 janvier et le 4 février 2025 en faveur des prisonniers transgenres contre ce décret présidentiel,.

#### Passeports
Dès le 22 janvier 2025, le département d'État des États-Unis proscrit la possibilité de changer de genre sur son passeport, ou d'y afficher un « X » pour les personnes non binaires. Les renouvellements de passeport devront s'aligner au décret présidentiel et afficher le genre sur le passeport selon celui assigné à la naissance.

#### Censure
Le 1er février 2025, les CDC ordonnent à leurs chercheurs de supprimer de leurs articles pas encore publiés toute mention d'un des termes suivants : « genre, transgenre, personne enceinte, LGBT, transsexuel, non-binaire, assigné homme à la naissance, assigné femme à la naissance, biologiquement homme, biologiquement femme ».
La Fondation nationale pour la science met en place en février 2025 une liste d'une centaine de termes pour ne pas verser de fonds à tout article scientifique contenant l'un des termes problématiques, entre autres « femmes », « institutionnel », « historiquement », « inclusion », « traumatisme », « genre », « status », « racial », etc.,

### Conséquences internationales
La décision de Donald Trump incite l'Argentine à limiter l'accès des femmes transgenres aux prisons pour femmes.

### Traduction
- (en) Cet article est partiellement ou en totalité issu de l’article de Wikipédia en anglais intitulé « Defending Women from Gender Ideology Extremism and Restoring Biological Truth to the Federal Government » (voir la liste des auteurs).